# Sankt Sigfrids kyrka, Stockholm
Sankt Sigfrids kyrka är en kyrkobyggnad på Sigfridsvägen/Alvastravägen 8 i Aspudden i Stockholms kommun. Kyrkan flyttades från Tulegatan/Frejgatan i Vasastaden 1904. Namnet på kyrkan var då Sankt Stefans kapell. Som flyttbar småkyrka i enkel snickeriteknik med rödmålade träväggar visar kyrkan likheter med tidens monteringsfärdiga snickerivillor. Byggnaden förklarades som byggnadsminne i februari 1993.
Kyrkan ägs och drivs av den ideella Föreningen S:t Sigfrids Kyrkas Vänner. Den används för gudstjänster, dop, vigslar med mera.

## Historik
När industrialismen kulminerade vid sekelskiftet bildades "Sällskapet för Främjandet av Kyrklig Själavård" av några präster och lekmän, där bland andra Carl Alm, bror till Torsten Alm som då var direktör för Byggnads AB Manhem. Detta sällskap ägnade sig åt att lindra nöden bland inflyttade från landsorten och inplantera goda seder och bruk. Genom sitt fastighetsbolag "Hem på landet" byggde de billiga bostäder att hyra. Små kyrkor efter dansk modell hörde till utbudet. Stefanskapellet, som det hette efter Stefanus, byggdes 1900 i Vasastaden vid hörnet Tulegatan-Frejgatan och var den första kyrkan Sällskapet uppförde.  
Kapellet som är en monteringsfärdig byggnad i trä, med oktogonalt (åttahörnigt) kyrkorum, ritades av arkitekt Erik Otto Ulrich. Det blev en stilenlig nygotisk skapelse med vackert torn och takryttare. Kapellet tjänstgjorde tillfälligt tills Stefanskyrkan av sten blev färdig och skulle därefter rivas för ett bostadsbygge i kvarteret. Men kretsen i Brännkyrka köpte kapellet för 37 000 kronor. Det behövdes nämligen en kyrka för det växande industriområdet i Liljeholmen.
Den nya platsen för det lilla kapellet var vackert belägen i Aspudden, högt uppe på ett berg intill forna vintervägen med utsikt över Trekanten, Gröndal och innerstaden. En vy som senare beskars när Essingeleden drogs fram på 1960-talet.
Kapellet, som nu fick namnet S:t Sigfrids kyrka "för att hugfästa i åminnelsen en av de män som i svenska bygder först predikade evangelium" återinvigdes på nuvarande plats i september 1904. Kyrkan har en kyrkklocka.

### Striden om kyrkan 2020-2023
År 2002 blev Stefanus koinonia som tillhör Missionsprovinsen hyresgäst och firade gudstjänster där från 2004, vilket ogillades av Hägerstens församling. Efter byte av styrelse blev inställningen mer negativ, bland annat på grund av koinonians intolerans mot kvinnopräster och hbtq-personer, och i maj 2021 sades en annan hyresgäst upp, Heliga Sergejis ryska ortodoxa församling, som haft ett hyreskontrakt på prov i tre månader. Den ryskortodoxa församlingen ingår i Moskvapatriarkatet i Sverige, vilket enligt Säkerhetspolisen är ett redskap för den ryska regimen och hade dessutom dragit på sig en hyresskuld om ca 200 000 kr till hyresvärden. Stefanus koinonia motsatte sig detta beslut genom att byta lås och låsa ägarna uteoch kalla till ett extra årsmöte hösten 2021 där en ny styrelse bildades. Detta överklagades till tingsrätten som våren 2023 underkände den nya styrelsen. Domen överklagades till hovrätten som dock inte beviljade prövningstillstånd.

## Bilder

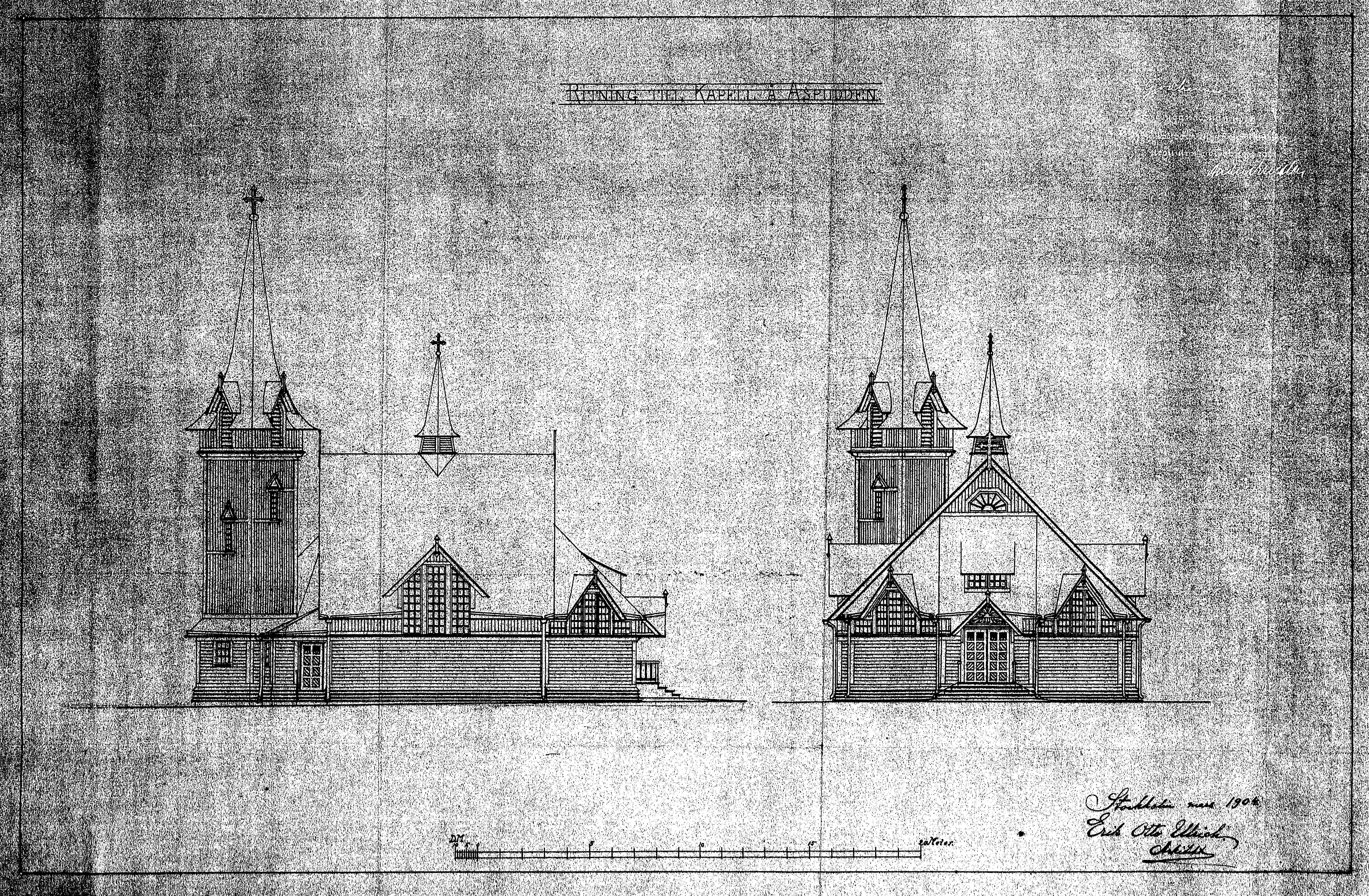
Ursprungsritning
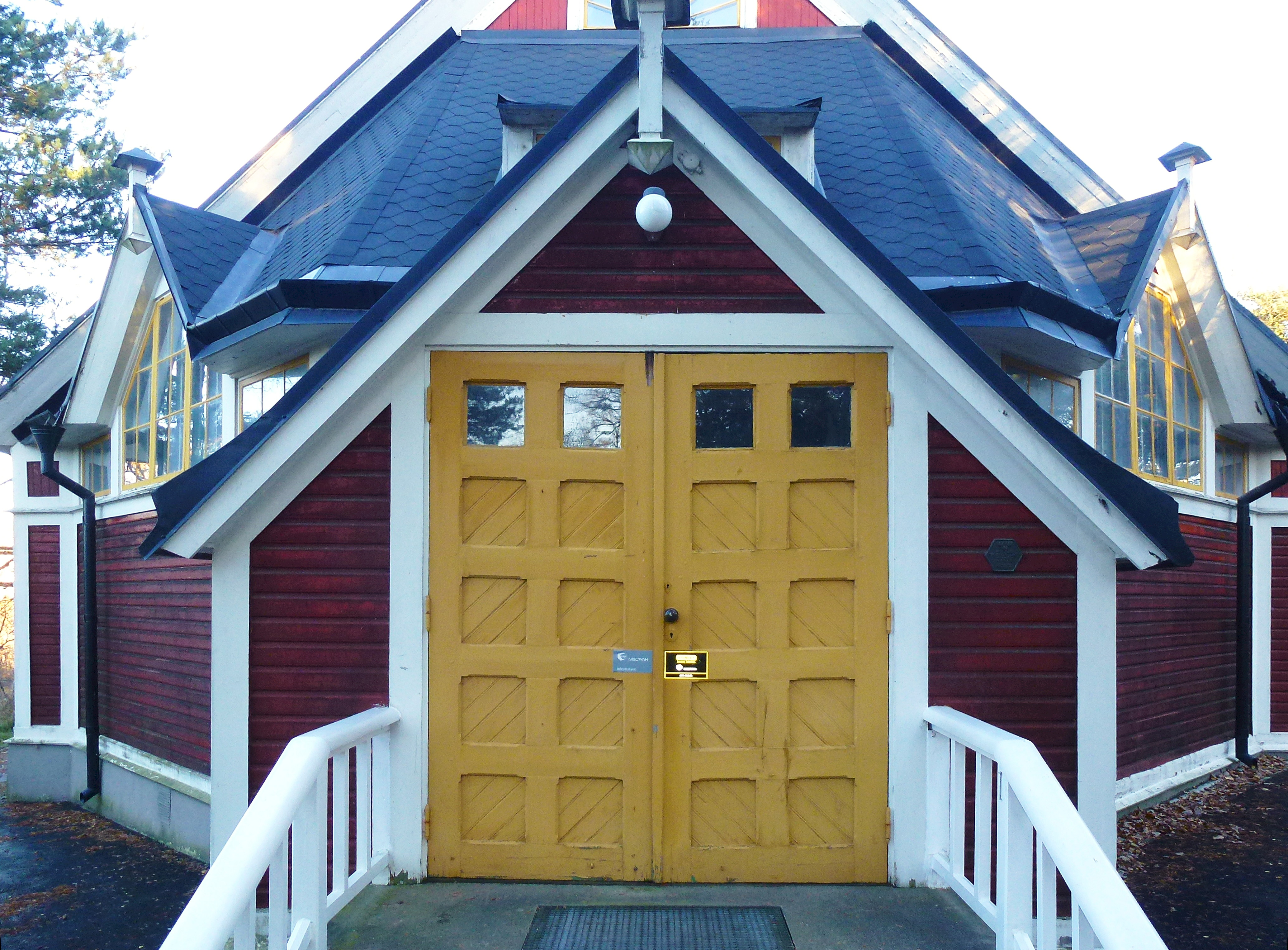
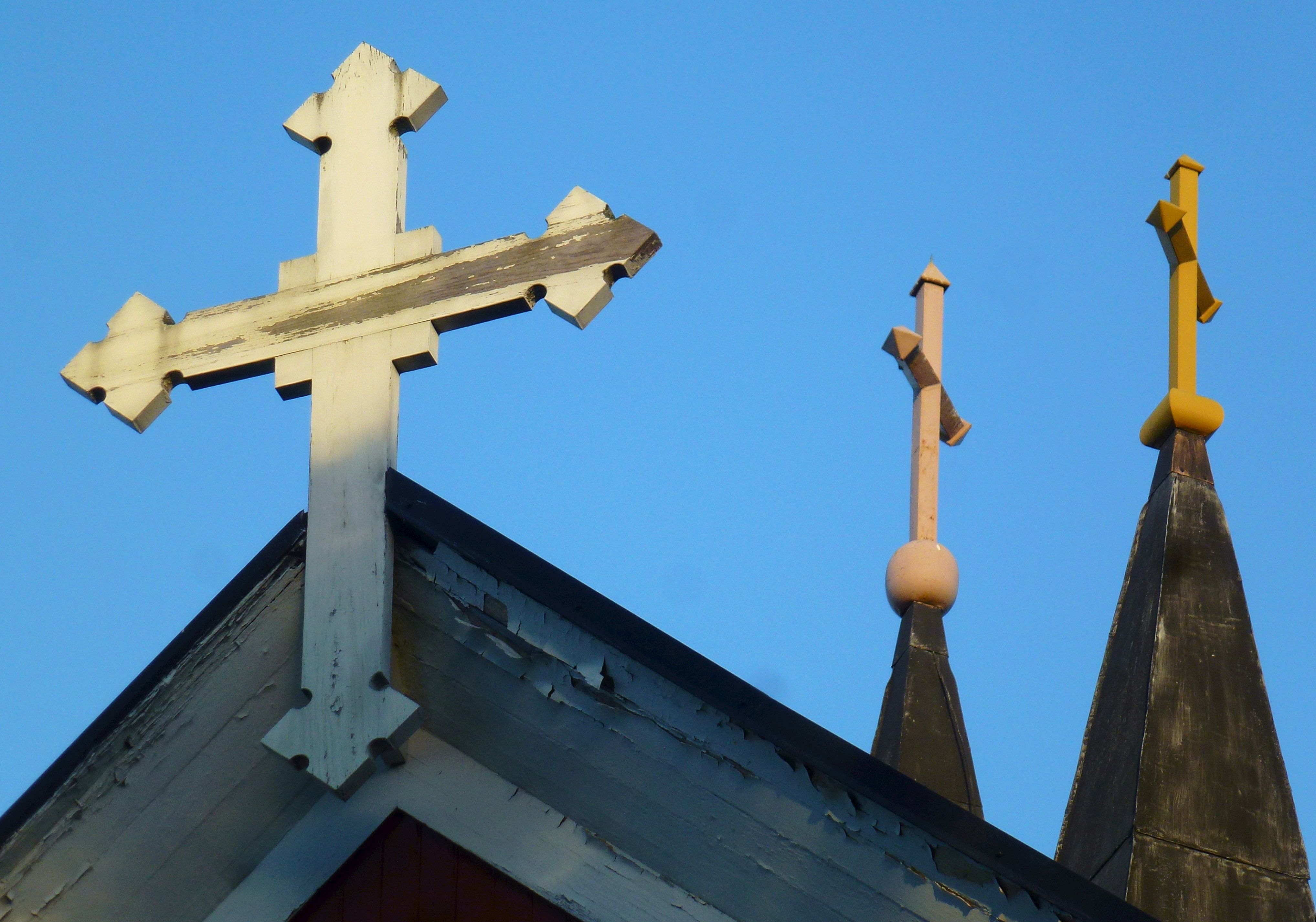
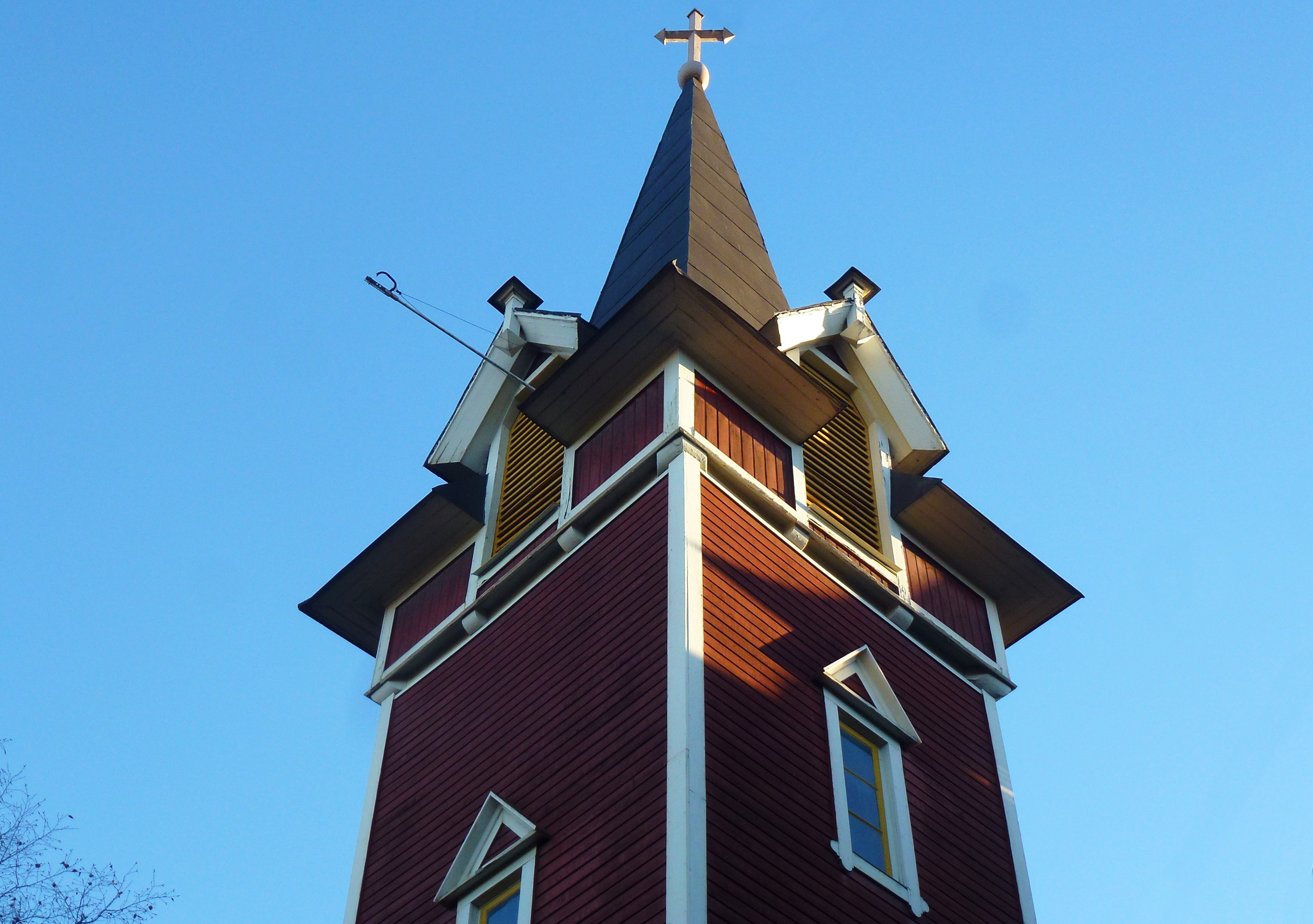
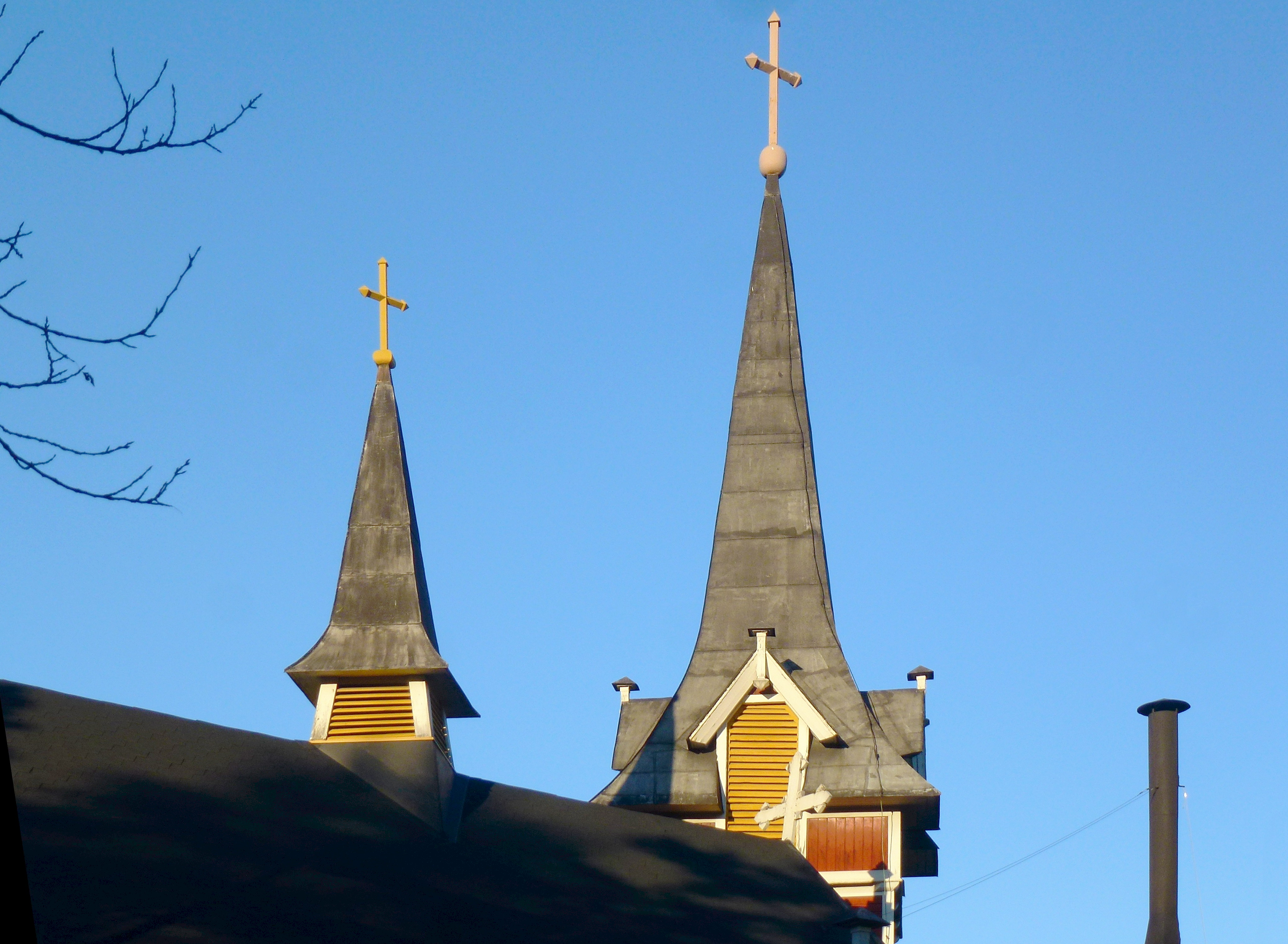
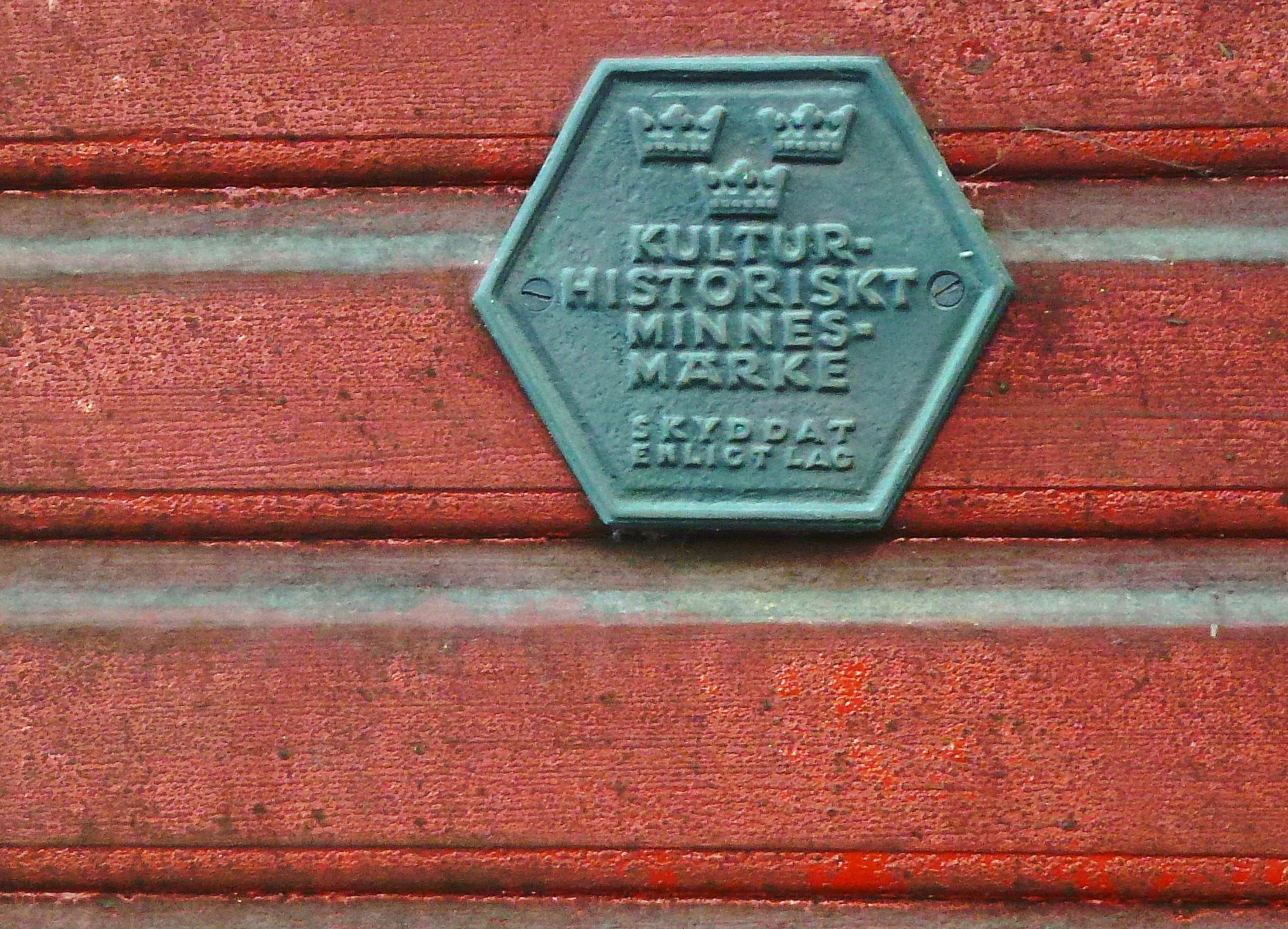